# Linnea Wester
Linnea Wester (* 28. Juli 1995 in Jukkasjärvi, Schweden, geborene Linnea Pettersson) ist eine schwedische Handballspielerin, die zuletzt für den schwedischen Erstligisten Önnereds HK auflief.

## Karriere

### Im Verein
Wester begann das Handballspielen beim schwedischen Verein Kiruna HK. Im Jahr 2011 wechselte die Rückraumspielerin zum IK Sävehof. Ab der Saison 2014/15 lief Wester für die Damenmannschaft in der höchsten schwedischen Spielklasse auf. Mit Sävehof gewann sie 2015, 2016, 2018 und 2019 die schwedische Meisterschaft. Im Sommer 2021 wechselte sie zum deutschen Bundesligisten HSG Blomberg-Lippe. 2022 wurde ihr Vertrag aufgelöst, da es sie wieder in die Heimat nach Schweden zog. Nachdem Wester ein Kind zur Welt gebracht hatte, schloss sie sich zur Saison 2023/24 dem schwedischen Erstligisten Önnereds HK an. Mit Önnereds HK stand sie im Jahr 2024 im Finale um die schwedische Meisterschaft.

### In Auswahlmannschaften
Linnea Wester gab am 17. Mai 2013 ihr Debüt für die schwedische Juniorinnennationalmannschaft. Im selben Jahr nahm sie mit dieser Auswahlmannschaft an der U-19-Europameisterschaft 2013 teil. Insgesamt erzielte sie 5 Treffer in 15 Länderspielen.
Als nach dem Hinspiel der WM-Qualifikation 2021 gegen die Ukraine durch mehrere positive Coronafälle der komplette Kader der schwedischen A-Nationalmannschaft pausieren musste, wurde kurzerhand für das Rückspiel eine neue Mannschaft zusammengestellt. Infolgedessen gab Wester am 21. April 2021 ihr Länderspieldebüt.